# Henryk Majewski (Musiker)
Henryk Majewski (* 13. April 1936 in Warschau; † 17. Juni 2005 in Puławy) war ein polnischer Jazzmusiker (Trompete, Komposition), der die Bands Old Timers und Swing Session leitete.

## Leben und Wirken
Majewski begann als Kind auf dem Akkordeon zu musizieren und entschied sich dann für die Klarinette, die er als Autodidakt lernte. Sein Debüt als Jazzmusiker gab er 1957 in Adam Sławińskis Band Vistula Stompers. Zunächst war die Musik für ihn Hobby; nach seinem Abschluss als Techniker an der Mechanischen Fachschule studierte er an der Technischen Universität Warschau weiter. Durch Zufall nahm er an einer Probe der New Orleans Stompers teil und ersetzte dort den fehlenden Trompeter. 1958 wurde er Trompeter bei der Band, bei der er bis 1965 spielte, mit der er mehrfach aufnahm, international auf Tournee war und zunehmend arrangierte. Don Ellis wurde 1963 auf den Trompeterkollegen aufmerksam, der noch semiprofessionell arbeitete und damals hauptberuflich technischer Leiter einer Fabrik war. Während er bei den Stompers spielte, sammelte Majewski zudem Orchestererfahrung in der Pagart PAA Big Band, die von Leszek Bogdanowicz und Mateusz Święcicki geleitet wurde.
1965 wechselte Majewski ins Profilager und gründete gemeinsam mit Wojciech Kamiński und Jerzy Kowalski die Band Old Timers, die er leitete. Mit der Band, die auf einem hohen technischen Niveau Hot Jazz spielte, gewann er ab 1967 dreimal nacheinander den Jazzwettbewerb Zlota Tarka und trat nach Auslandstourneen in Skandinavien und der DDR 1969 beim Jazz Jamboree auf. Die Band trat gemeinsam mit Stars wie Beryl Bryden, Wild Bill Davison, Sandy Brown und Albert Nicholas auf. Daneben leitete er zwischen 1968 und 1973 die Big Band Stodoła.
In seiner Band Swing Session, die er 1976 zusätzlich gründete, trat Majewski auch mit Joe Newman, Al Grey und Buck Clayton auf. Mit seinen Söhnen, den Jazzmusikern Robert und Wojciech Majewsk, bildete er ein Sextett, mit dem er 1987 das Album Continuation veröffentlichte.  Mit Wojciech Kamiński spielte er 1979 ein Duoalbum ein. Zudem wurde er als Sideman eingeladen und arbeitete mit Jan Ptaszyn Wróblewski im Jazzstudio des Polnischen Rundfunks, mit dem er 1985 auch die Formation Sitwa Ogromnie Swingującą ins Leben rief. Weiterhin ist er auf Alben von Ewa Bem, Jarosław Śmietana, Milan Svoboda und in Produktionen mit dem Orchester von Polskie Radio i Telewizja zu hören.
Zeitweilig war Majewski Präsident der Polnischen Jazzvereinigung. Weiterhin war er Gründer und künstlerischer Leiter des Jazz-Standard-Festivals in Siedlce; zwischen 1994 und 2004 war er zudem künstlerischer Leiter des Festivals Old Jazz Meeting Złota Tarka in Iława. Er organisierte und leitete den Unterricht bei Musikworkshops in Chodzież und Puławy.
Majewski ist die Folge 65 der Fernseh-Version des Leksykon Polskiej Muzyki Rozrywkowej (Regie: Ryszard Wolański) gewidmet. Ihm wurde 2002 das Ritterkreuz des Ordens Polonia Restituta verliehen.